# Grismadox
Grismadox (лат.) — род мирмекоморфных пауков из семейства Corinnidae (Castianeirinae). Название рода является патронимом в честь Кристиана Грисмадо (Cristian Grismado), арахнолога Аргентинского музея естественных наук «Бернардино Ривадавия». Буква «x» взята из суффикса рода Mazax, с которым Grismadox имеет некоторые общие черты.

## Распространение
Южная Америка (Боливия, Парагвай).

## Описание
Мелкие пауки, длина около 5 мм (3—6 мм). Представителей рода Grismadox можно отделить от всех других родов из подсемейства Castianeirinae по сочетанию следующих признаков: (i) копуляторное отверстие (СО) находится перед сперматекой ST, (ii) пальпа самцов с двумя отчетливыми ретролатеральными голенными апофизами (RTA), (iii) эмболус с несколькими витками, (iv) относительно непрерывный (не суженный) карапакс и (v) удлиненное брюшко.

## Систематика
Род был впервые описан в 2022 году зоологом Броганом Петтом (Brogan Loise Pett; Бельгия, Великобритания) и соавторами. Учитывая форму карапакса и брюшка, расположение и количество шипов голени I, а также стеблевидныое брюшко, Grismadox морфологически занимает промежуточное положение между Myrmecotypus и Mazax. В частности, форма карапакса, удлиненное и суженное брюшко, а также склеротизованная вторая пара педицеллярных волосков указывают на то, что виды Grismadox находятся в близком родстве с видами Mazax. Однако у видов Mazax расположение и пропорции глаз (AME меньше ALE), петиоль отчетливо удлиненный и шершавый, а копуляторное отверстие СО расположены кзади к ST I. Grismadox также имеет общий габитус, расположение глаз с широким и изогнутым задним рядом, дорсальный скутум на суженном брюшке с родом Apochinomma, но может быть легко отличим от этого рода по отсутствию выраженного брюшного петиоля и меньшему числу шипов передних голеней (у Grismadox 2-2, 3-2 или 3-3, у Apochinomma 4-4 или 5-5).
- Grismadox baueri Pett, Rubio & Perger, 2022
- Grismadox elsneri Perger, Rubio & Pett, 2022[4]
- Grismadox karugua Pett, Rubio & Perger, 2022
- Grismadox mazaxoides (Perger & Dupérré, 2021)
- Grismadox mboitui (Pett, 2021)